# Ramón Afonso González
Ramón Afonso González ( * Videferre, 1936 - ibíd., 2006) fue un poeta gallego.
Fue columnista del periódico La Región (Orense) con más de 150 artículos, donde firmaba como "Ramón de Videferre". Colaboró además con el diario Noticias de Barroso, publicación fundada por el Padre Fontes, en sus días párroco de Vilar de Perdizes (Portugal).

## Obras
- Xuramento dun galego, 1978. Poemario donde hay una fuerte huella de la literatura oral, reflejada tanto en la lengua popular empleada como en la sensillez de la métrica.[1]
- A aguillada do Moncho, 1980.
- Cadros de onte, 1987.